# Wilhelm Momm
Johann Wilhelm Momm (né le 27 août 1865 à Barmen (aujourd'hui un district de Wuppertal) et mort le 14 novembre 1935 à Potsdam) est un avocat administratif allemand. Il est président des districts de Trèves, Wiesbaden et Potsdam.

## Biographie
Momm est le fils du marchand Mathias Momm. Il étudie au lycée de Barmen et, après avoir obtenu son diplôme d'études secondaires, qu'il réussit comme étudiant externe au lycée des Saints-Apôtres (de) de Cologne en 1884, étudie le droit à Fribourg-en-Brisgau et à Berlin. En 1884, il est nommé dans le Corps Hasso-Borussia Freiburg. De 1887 à 1888, Momm effectue son service militaire en tant que volontaire d'un an dans le 5e régiment d'uhlans (de) à Düsseldorf. Le 3 juin 1887, il réussit l'examen de stage juridique et devient stagiaire au tribunal, à partir de 1890 stagiaire gouvernemental auprès du gouvernement de Düsseldorf, en 1893 évaluateur gouvernemental, ouvrier non qualifié au bureau d'arrondissement d'Ottweiler et en 1897 auprès du gouvernement à Trèves. Le 18 juillet 1900, il est nommé administrateur intérimaire de l'arrondissement de Saint-Wendel et fut définitivement nommé le 18 décembre. Le 1er avril 1906, il devient conseiller du gouvernement au Présidium supérieur de la province de Rhénanie, en 1908 conseiller du gouvernement principal et en 1910 conseiller présidentiel principal. À partir de 1918, il est président du district de Trèves. Le 5 août 1919, il reçoit sa mutation en tant que président de district dans le district de Wiesbaden. Le 15 janvier 1920, il quitte ses fonctions à Trèves. En août 1922, il est expulsé par les autorités d'occupation françaises. En juin 1924, Momm devient président du district de Potsdam. Il prend sa retraite en 1930. Il décède à l'âge de 70 ans et est enterré au cimetière forestier de Dahlem. La tombe n'est pas conservée. Wilhelm Momm est le père d'Harald Momm (de).